# タングルウッド音楽センター
タングルウッド音楽センター (Tanglewood Music Center) は、マサチューセッツ州バークシャー郡レノックスのタングルウッドで毎年開催される夏季講習会。ボストン交響楽団が主催するタングルウッド音楽祭の一部である。

## 歴史
タングルウッド音楽祭が開催されてから3年後の1940年に、ボストン交響楽団の音楽監督セルゲイ・クーセヴィツキーによってバークシャー音楽センターが設立された。クーセヴィツキーはボストン交響楽団の音楽監督辞任の1年後の1950年まで所長を務め、その後はシャルル・ミュンシュ（1962年まで）、エーリヒ・ラインスドルフ（1969年まで）と歴代のボストン交響楽団の音楽監督が引き継いだ。1970年、ボストン交響楽団の音楽監督に就任する3年前の小澤征爾が所長に就任した。彼はガンサー・シュラーとともに精力的に取り組み、レナード・バーンスタインを総合アドバイザーとして招聘した。1975年よりイタリア人指揮者フランコ・フェラーラが引き継いだ。1985年に指揮者でピアニストのレオン・フライシャーが所長に就任したが、1997年に小澤と衝突して辞任した。翌年からエレン・ハイスタインが所長となり、現在に至っている。また2004年に小澤の後任としてボストン交響楽団の音楽監督に就任したジェームズ・レヴァインは、受講生のコンサートやオペラを指揮し、指揮者の指導にあたっている。

## 講師と受講生
タングルウッド音楽センターの受講経験者は、アメリカのクラシック音楽界で大きな存在感を示し、アメリカのオーケストラ奏者の20％・首席奏者の30％が受講経験者であるという。そのため競争率は高く、2007年の選考では1500人超の応募に対して受講が認められたのは156人であった。

### 著名な講師

#### 作曲家
- アーロン・コープランド
- パウル・ヒンデミット
- オリヴィエ・メシアン

#### 指揮者
- セルゲイ・クーセヴィツキー

### 著名な出身者

#### 作曲家
- ジョン・クーリッジ・アダムズ
- ルチアーノ・ベリオ
- レナード・バーンスタイン
- ウィリアム・ボルコム
- デイヴィッド・デル・トレディチ
- ルーカス・フォス
- ジョン・ハービソン
- アラン・ホヴァネス
- オリヴァー・ナッセン

#### 指揮者
- レナード・バーンスタイン
- エレアザール・デ・カルヴァーリョ
- 小澤征爾
- ロリン・マゼール
- クラウディオ・アバド
- マイケル・ティルソン・トーマス
- デイヴィッド・ジンマン
- クリストフ・フォン・ドホナーニ
- ズービン・メータ

#### その他
- ドーン・アップショウ
- ウィントン・マルサリス
- バート・バカラック